# 宇都宮市立国本中学校
宇都宮市立国本中学校（うつのみやしりつ くにもとちゅうがっこう）は、栃木県宇都宮市新里町にある公立中学校。

## 沿革
- 1947年（昭和22年）4月28日 - 国本村立国本中学校として開校。生徒数20名
- 1954年（昭和29年）11月1日 - 市村合併により宇都宮市立国本中学校に改称
- 1963年（昭和38年）8月10日 - 校旗制定、校章制定
- 1969年（昭和44年）2月1日 - 体育館落成式
- 1974年（昭和49年）9月10日 - 時計塔竣工
- 1976年（昭和51年）2月 - 立志の森開園　立志の碑竣工
- 1988年（昭和63年）3月16日 - 校舎増築（本校舎西側に3教室×4階）完成
- 2004年（平成16年）3月4日 - 武道場完成式
- 2006年（平成18年）2月28日 - 新体育館　完成
- 2017年（平成29年）11月 - 創立70周年記念式典、3.11の時計台設置
- 2020年（令和2年）3月 -  テニスコート設置
- 2024年（令和6年）1月21日 - 理科準備室の冷蔵庫から出火、30平方メートルを焼く火災が発生[2]

## 学校施設

### 茶垣根
1950年（昭和25年）頃、校庭の周囲に土手を造り、生徒の手により茶の実が播かれ、数年後に茶垣根に育ち、毎年5月に全校生徒がザル片手に茶摘みする様子が新聞やテレビでも紹介されたが、その後撤去され現存しない。

### 立志の森
校舎裏側は、廃材等が散乱した荒れ地であったが、PTAの協力を得て、大谷石を生かした緑陰教室と併せ、立志の碑を中心とした緑化が進められた。以降の立志式では、生徒による記念植樹が行われ、緑の生命が伝統を活かし発展している。

## 制服
2021年4月より新制服導入。
男女ともにブレザー(新型)の制服。

## 旧制服
- 男子(2020年以前入学)　
  - 冬服は学生服上下である。
  - 夏服はカッターシャツ、スラックスである。
- 女子(2020年以前入学)　
  - 冬服はブレザー、ベスト、ブラウス、吊りスカートである。
  - 夏服はブラウス、吊りスカートである。

## 部活動
- 運動系部活動[5]
  - 野球部
  - サッカー部
  - ソフトテニス部（男・女）
  - バレーボール部（男・女）
  - バスケットボール部（女）
  - 卓球部
  - 剣道部
- 文化系部活動
  - 吹奏楽部
  - 美術部

## 通学区域
国本中央小学校、国本西小学校、晃宝小学校の学区からなる。
- 宇都宮市[6]
  - 岩原町
  - 宝木本町の一部
  - 新里町
  - 野沢町の一部

## 進学前小学校
- 宇都宮市立国本中央小学校
- 宇都宮市立国本西小学校
- 宇都宮市立晃宝小学校

## 交通
- 東武鉄道宇都宮線東武宇都宮駅より約9.7km
- JR東北本線（宇都宮線）宇都宮駅より約11km
- 関東バス仁良塚バス停留所より約220m

### 通学方法
通学範囲はほとんどが4km以内で通常は徒歩通学となるが、自転車通学を希望する生徒には、交通法規や学校が定める規則遵守を条件に、届出制で全員に許可を与える。

## 著名な卒業生
- 門井慶喜 - 小説家（第158回直木三十五賞受賞）[7]